# Shotacon

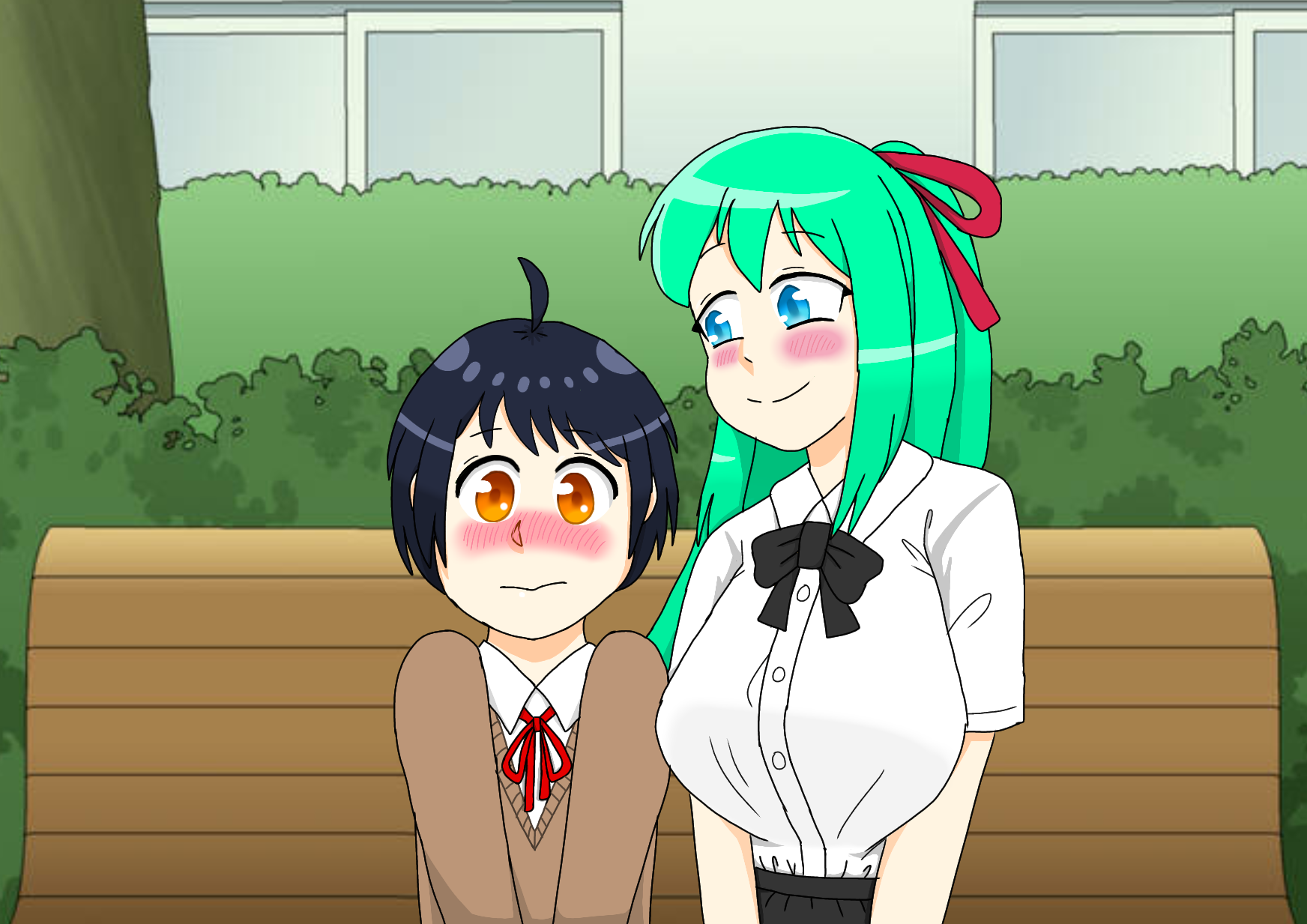
Uma ilustração de uma personagem feminina mais velha atraída por um shota, característico do shotacon.

Shotacon (ショタ) é um termo japonês para um complexo relativo à sexualidade (Shotaro Complex), onde um adulto, homem ou mulher, sente-se atraído por um garoto mais novo. No mundo ocidental, este termo é usado para referir-se especificamente ao anime ou mangá que mostra garotos na puberdade ou na pré-puberdade ao lado de personagens mais velhos que tenham atração por crianças. Esses trabalhos são, freqüentemente, de natureza sexual, e alguns temas comuns são yaoi e incesto com um irmão mais velho ou outro membro familiar. O equivalente feminino do shotacon é conhecido como lolicon - Um adulto homem ou mulher que sente-se atraído por uma garota mais nova. Alguns críticos afirmam que o gênero shotacon contribui com a estimulação do abuso sexual infantil, enquanto outros afirmam que é exatamente o contrário.

## Controvérsias
Enquanto é ainda relativamente desconhecida da maioria do mundo ocidental, a arte shotacon e lolicon às vezes é criticada por ter uma moral equivalente à pornografia infantil. Porém, a maioria dos fãs de shotacon discordam, dizendo que esta é uma forma de expressão artística que supre uma audiência completamente diferente à de adultos atraídos por garotos jovens, ou que isso serve como uma alternativa a atual pornografia infantil ou a relações ilegais para aqueles que as fazem. É frequentemente utilizado como um gênero de comédia para difundir potenciais controvérsias. Além disso, muitos dos fãs masculinos de mangá e anime desfrutam de temas moderados de shotacon como uma forma de desejo contido, devido ao uso de mulheres mais velhas e atrativas em posição sexual dominante, ou como instrutora. Alguns sentem que isso compensa o estereótipo feminino natural dos temas de hentai, que idealiza as bishojo (garotas bonitas) e retrata os homens como parceiros agressivos.
É importante ressaltar que no Brasil o assunto de legalidade é controverso, mas segundo as leis brasileiras atuais o Shotacon não é ilegal, baseado na nota técnica número 11/2017/PFDC/MPF. Na página 26 o texto afirma:
"Por outro lado, desenhos e outras representações gráficas não realistas, por mais ofensivas que sejam (caso, por exemplo, da pornografia dos subgêneros de mangá/hentai japonês shotacon e lolicon) NÃO constituem ilícito penal em nosso ordenamento jurídico."

## Origens
O termo "shotacon" é uma referência ao personagem masculino Shotaro de Tetsujin 28-go. Nesta série de anime e mangá, Shotaro é um jovem detetive que nunca tem medo de dizer o que pensa aos outros (inclusive adultos). Além de ser o jovem dono e guardião de um robô gigante, Shotaro frequentemente vence seus adversários adultos e ajuda na solução de casos. Ele está constantemente cercado de alguns amigos íntimos, já adultos, como o chefe de polícia Inspetor Otsuka, e o inventor e cientista Dr. Shikishima, que conheceu o pai de Shotaro. Desconsiderando algumas situações nas quais seus limites físicos estavam em desvantagem, ele age na maioria das vezes como agiria um adulto, apesar de ser um jovem garoto. O surgimento deste personagem foi considerado atraente por alguns espectadores, como foi comprovado pela etimologia do termo "shotacon". Shotaro também é um nome comum para jovens personagens masculinos em animes e mangás.
Onde este conceito de shotacon foi desenvolvido é difícil de provar, mas uma de suas raízes mais antigas desta síndrome pode ser localizada nas respostas a leitores nas série de detetives escrita por Edogawa Rampo, estrelando o detetive Kogoro Akechi. Na série, Yoshio Kobayashi e seus amigos formam o Shonentanteidan (um grupo de detetives júnior, semelhante aos Baker Street Irregulars de Sherlock Holmes) para ajudar Mr. Akechi. Kobayashi foi descrito como um perfeito pré-adolescente que, alguns poderiam dizer, tinha uma forte dependência por Mr. Akechi. Sempre que Shotaro aparecia, estava preocupado com o bem-estar de Akechi ou ajudando-o a armar armadilhas para criminosos. Nas numerosas ocasiões em que o garoto foi capturado, Akechi se desdobrava para um salvamento oportuno.

## Publicações shotacon
Histórias shotacon são comumente lançadas em antologias quinzenais, como publicações de entressafra daquelas características do trabalho de muitos artistas. Elas também são lançadas como volumes de mangás individuais por um único artista ou ainda por outros métodos. A publicação mais famosa do gênero é Boku no Pico.[carece de fontes?]

## Séries não hentai com temas shotacon
Muitas séries fazem uso dos temas shotacon ou evocam seu fetiche através de personagens coadjuvantes.
- As séries shounen Negima estrelam a capacidade de fuga de um professor de 10 anos de uma turma de garotas em uma situação similar às séries de harém, e contém freqüentes referências acerca do fetiche shotacon. A representante de classe, Ayaka, é chamada de shotacon por suas colegas de classe, por gostar muito do professor mirim.
- Haunted Junction é uma convencional série de caçadores de fantasmas colegiais. Um dos três personagens principais, no entanto, é uma menina adolescente com um complexo de shota auto-declarado; ela tem isto como uma questão de orgulho, e se encanta freqüentemente por garotos de 12 anos ou mais jovens.
- Loveless é um exemplo de série shonen-ai que evoca o espectro do shotacon. Um dia, Aoyagi Ritsuka conhece um homem chamado Agatsuma Soubi, que diz ser amigo de seu irmão falecido. Com o desejo de saber mais sobre a morte de seu irmão, Ritsuka se torna amigo e sacrifice de Soubi. Por Ritsuka ter 12 anos de idade e Soubi ter 20 anos, a série traz temas shotacon, embora não possa ser tecnicamente categorizada assim.
- As séries Ouran High School Host Club apresentam um personagem shota, Mitsukuni Haninozuka, apelidado de Honey-kun. Ele é um dos protagonistas que atendem aos fetiches de jovens moças numa escola de alta classe. Seus hábitos infantis (especialmente o de circular com uma boneca de coelho) e sua baixa estatura o fazem parecer estar na idade de uma escola primária. Ele é, porém, um dos mais velhos da turma.
- Nas primeiras séries de Steel Angel Kurumi, Nakahito, um garoto pré-adolescente, torna-se o foco da paixão de Kurumi, Karinka e Kagonei, todas mulheres mais velhas.

## Publicações contra o shotacon
No Japão, existem alguns trabalhos que criticam o shotacon com frequência. A maioria destes não são muito populares, ou não são traduzidos para lançamentos fora do país. Por exemplo, na Alemanha, um mangá de origem germânica chamado Losing Neverland.